# Villa de Costa Rica
Villa de Costa Rica är en ort i Mexiko.   Den ligger i kommunen Culiacán och delstaten Sinaloa, i den västra delen av landet, 1 000 km nordväst om huvudstaden Mexico City. Villa de Costa Rica ligger 31 meter över havet och antalet invånare är 21 662.
Terrängen runt Villa de Costa Rica är platt. Runt Villa de Costa Rica är det ganska tätbefolkat, med 155 invånare per kvadratkilometer. Närmaste större samhälle är Licenciado Benito Juárez, 17,4 km väster om Villa de Costa Rica. Trakten runt Villa de Costa Rica består till största delen av jordbruksmark.